# Pseudoblothrus arcanus
Espèce
Pseudoblothrus arcanus est une espèce de pseudoscorpions de la famille des Syarinidae.

## Distribution
Cette espèce est endémique de Crimée en Ukraine. Elle se rencontre dans des grottes du karst Ai-Petri.

## Description
La femelle holotype mesure 3,0 mm et le mâle paratype 3,20 mm, les femelles mesurent de 3,0 à 3,37 mm.

## Publication originale
- Turbanov & Kolesnikov, 2020 : « Two new cave-dwelling species of the false scorpion genus Pseudoblothrus Beier, 1931 (Arachnida: Pseudoscorpiones: Syarinidae) from the Crimean Peninsula. » Arthropoda Selecta, vol. 29, no 1, p. 28–50 (texte intégral).